# Архівіст: Вісник САУ
Архіві́ст: Ві́сник САУ — інформаційний бюлетень, орган Спілки архівістів України. Заснований у Києві у 1991 році і до 1999 року виходив під назвою «Вісник Спілки архівістів України». Упорядники: Костянтин Новохатський, Тетяна Прись.
Спочатку видання містило інформацію про діяльність Спілки, новини архівної справи, хроніку, нині — науково-популярне видання.